# ياكوفليف إير-1
ياكوفليف إير-1 (بالإنجليزية: Yakovlev AIR-1)‏ هي من صناعة ياكوفليف. كان أول طيران لها في 12 مايو 1927.